# Dzień Niepodległości (Stany Zjednoczone)
Dzień Niepodległości (ang. Independence Day) – święto państwowe w Stanach Zjednoczonych obchodzone corocznie 4 lipca w rocznicę ogłoszenia Deklaracji niepodległości Stanów Zjednoczonych od Wielkiej Brytanii, co miało miejsce w 1776 roku.
W Dzień Niepodległości w Stanach Zjednoczonych odbywają się liczne koncerty, parady i festyny. Tradycją są również przemówienia o tematyce patriotycznej wygłaszane przez polityków i urzędników państwowych. Natomiast po zmierzchu mają miejsce pokazy sztucznych ogni.
Chociaż święto nieoficjalnie obchodzono już od 1777 r., dopiero w 1870 r. Kongres Stanów Zjednoczonych oficjalnie ustanowił 4 lipca dniem wolnym od pracy bez wynagrodzenia dla urzędników federalnych. W 1931 r. zmieniono prawo, przyznając im wynagrodzenie za dzień wolny od pracy.